# Л’Ориньяль
Л’Ориньяль, фр. L’Orignal (/ˌlɒrɪnˈjæl/, буквально «лось») — село и бывший муниципалитет, в настоящее время в составе посёлка Шамплен (Champlain Township) в восточной части провинции Онтарио, Канада. Скорее всего, она получила название благодаря своему местоположению на реке Оттава; место было когда-то известно как Pointe à l’Orignal (по-французски «лосиное место»), поскольку в этом месте лоси переходили реку вброд.

## История
Сеньория Л’Ориньяль (позже переименованная в Сеньорию Лонгёй) была подарена Компанией Новой Франции Франсуа Прево в 1674 году.
В составе Новой Франции территория попала под власть Великобритании в 1763 году. При создании колоний Верхней Канады (ныне Онтарио) и Нижней Канады (Квебек) в 1791 годуЛОриньяль оказался в составе первой, преимущественно англоязычной, несмотря на своё франкоязычное население.
Деревня была формально учреждена в 1876 году, а в 1997 году была объединена с посёлком Шамплейн в качестве одного из его четырёх районов. В настоящее время входит в состав Объединённого Округа Прескотт и Рассел . По данным переписи 2001 года, население бывшей деревни Л’Ориньяль составляло 2033 человека.
Деревенская тюрьма была закрыта и теперь служит музеем.